# Elias Haffter (Mediziner, 1803)

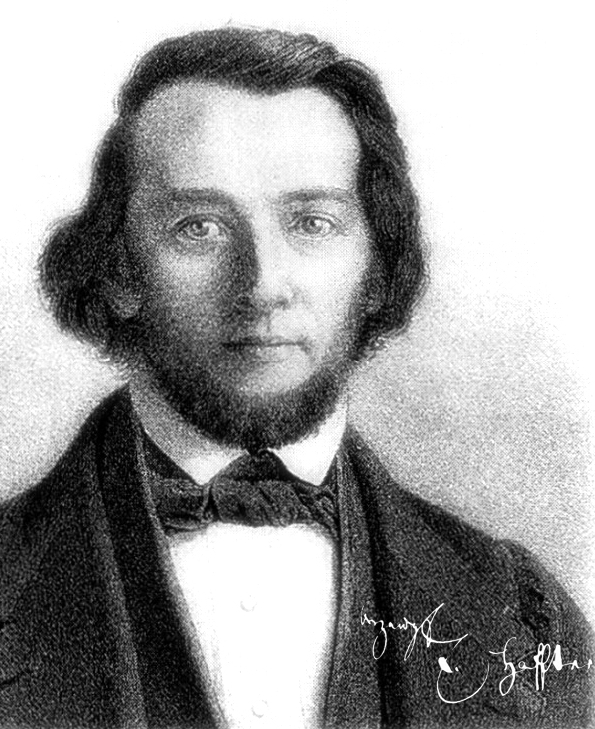
Elias Haffter-Munz

Elias Haffter (* 24. Oktober 1803 in Weinfelden, Kanton Thurgau; † 12. September 1861 ebenda) war ein Schweizer Arzt und Standespolitiker.

## Leben und Werk

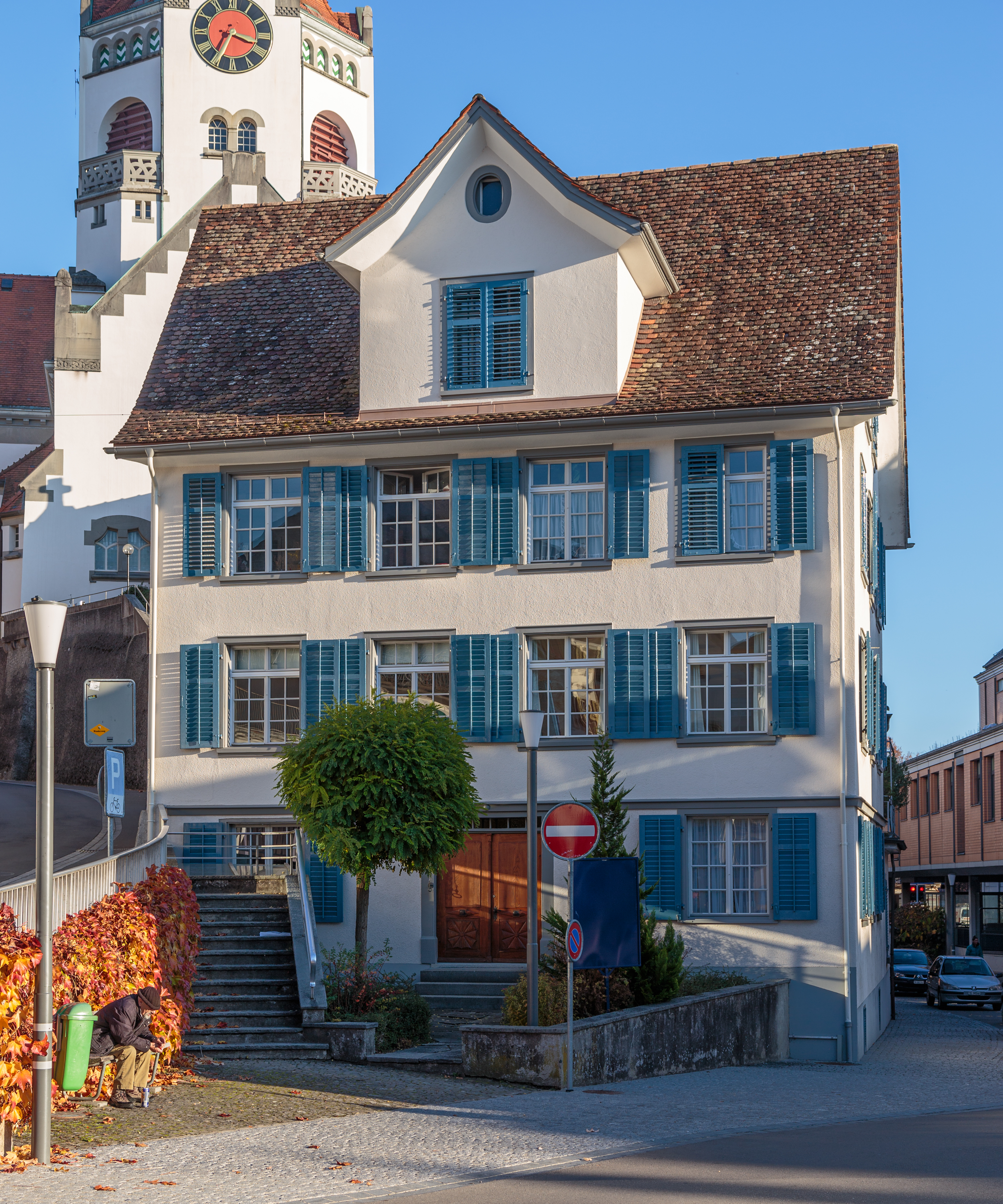
„..Kreuz“, Kirchgasse 2

Elisas Haffter war der gleichnamige Sohn eines Landwirts und Rebbauern und der Barbara, geborene Bornhauser. 1829 heiratete er die Tochter des Hans Conrad Münz aus Sulgen, Susanna Münz (1806–1870), mit der er 15 Kinder hatte, von denen acht das Erwachsenenalter erreichten. Zusammen erwarben sie das Haus «zum Kreuz», in dem drei Generationen von Ärzten praktizieren sollten. Wilhelm Haffter wurde Arzt und führte die Praxis des Vaters weiter. Konrad Haffter wurde Regierungsrat und Oberrichter, Hermann Haffter wurde Lehrer an der Schule Strickhof. Der jüngste überlebende Sohn war der Arzt und Reiseschriftsteller Elias Haffter. Von den vier Schwestern verheirateten sich drei im Dorf und Susanna übernahm die Haushaltsführung bei Elias. Wie zu der Zeit üblich, betrieb er neben seinem Beruf eine kleine Landwirtschaft.
Bis 1817 besuchte Haffter die Schulen in Weinfelden und erhielt zusätzlich von Pfarrer Johannes Knus von Winterthur Privatunterricht in Latein und Griechisch. Haffner studierte Medizin in Zürich und Würzburg, wo er 1826 promovierte. 1827 absolvierte er das Staatsexamen vor dem thurgauischen Sanitätsrat, worauf er bis 1861 als Arzt in Weinfelden arbeitete. Von 1833 bis 1837 war er Adjunkt des Bezirksarztes, anschliessend bis 1861 Bezirksarzt von Weinfelden. Er gründete die Ärztegesellschaft Werthbühlia, deren erster Präsident er war.
Haffter war von 1831 bis 1849 Mitglied des thurgauischen Erziehungsrats, von 1833 bis 1837 Primarschulpräsident und von 1834 bis 1861 Mitglied und Präsident der Sekundarschulvorsteherschaft Weinfelden sowie Schulinspektor. 1861 besetzte er zudem das Vizepräsidium des Bezirksgerichts,  sass im Grossen Rat, war Kirchenrat und Kirchenvorsteher. Zudem war er Aktuar der Medizinisch-Chirurgischen Gesellschaft des Thurgaus.
Die von Haffter geführten Tagebücher aus den Jahren 1844 bis 1853 geben einen Einblick in den Alltag des Thurgauers um die Mitte des 19. Jahrhunderts. Seine Tagebücher sind im Staatsarchiv Thurgau aufbewahrt. Operationen wurden oft beim Patienten zuhause durchgeführt, welche Haffner oft zu Fuss besuchte; erst im November 1847 führte Haffner die erste Operation mit Narkose durch.

## Haffter der «Sängervater»
Haffter engagierte sich für die Volksschule und den Gesang. Wie Thomas Bornhauser und Hans Georg Nägeli wollte er die Bevölkerung für den Chorgesang gewinnen und in möglichst grossen Verbänden zum Gesang heranziehen. Sie waren zusammen mit Wilhelm Friedrich, Jakob Bion, Johann Balthasar Hanhart auch unter den Gründern des thurgauischen Kantonsgesangvereins zu finden. Haffter war von 1841 bis 1861 deren Präsident und zugleich Dirigent. Er liess seine geschriebene Lied Verse für die Weinfelder Gesangsfeste durch Johann Wilhelm Immler und der in dieser Zeit in Zürich lebende Franz Abt vertonen.